# 中国人民解放军第四兵团
中国人民解放军第四兵团，是中国人民解放军曾经的一个兵团，于1949年2月淮海战役后被拆分。其前身为中原野战军第四纵队。中野四纵自成立起就是中共中原野战军的头等主力纵队，也是中国人民解放军在国共内战中歼敌最多的一个纵队。

## 历史

### 前身
二野第四兵团下属部队的前身各有不同，其中四兵团的根基部队来源于参加过长征的红四方面军第七十三师，后整编为国民革命军第十八集团军三八六旅。另有一部来自于山西青年抗敌决死队。

### 太岳纵队
1940年夏，陈赓率领八路军第三八六旅、山西青年抗敌决死队第一纵队进入太岳区，于1940年6月7日成立太岳军区。自此，决死第一纵队与八路军第三八六旅并肩作战。决死第一纵队参加过“百团大战”和反“扫荡”斗争。在百团大战中，决死第一纵队第二十五团在“大洛坡”战斗中同日军登木小队白刃格斗，歼敌过半，并刺死登木，第二十五团第八连被八路军总部授予“白刃格斗英雄连”称号。在反“扫荡”斗争中，决死第一纵队和兄弟部队共同抗击三万多日伪军的五次扫荡，重创敌人。
1942年，太岳军区将第三八六旅和决死第一纵队整编为太岳纵队，下辖第三八六旅、决死第一旅和第二一二旅。其中决死第一旅旅长李聚奎，政治委员周仲英，政治部主任刘有光。1942年冬，日伪军纠集三万多人在山西省沁源县进行“山岳剿共实验”，决死第一旅奉命成立“沁源围困委员会”，使日伪军困守沁源县城两年半，未能成立一个“维持会”，最后被迫撤离沁源县城。1944年1月延安《解放日报》发表《向沁源人民致敬》社论，称“模范的沁源，坚强不屈的沁源，是太岳民主根据地一面旗帜，是敌后抗战中的模范典型之一”。1945年9月，太岳纵队参加了上党战役。

### 晋冀鲁豫野战军第四纵队
1945年10月，太岳纵队整编为晋冀鲁豫军区第四纵队，第三八六旅、决死第一旅和第二一二旅分别改为第十、第十一、第十二旅，司令员陈赓，政治委员谢富治。各旅旅长分别是周希汉、李成芳、刘金轩。随后第四纵队参加了闻夏战役、临浮战役、延安保卫战、吕梁战役、汾孝战役等战役。1947年2月，太岳军区部队组成第八纵队第二十二旅，旅长查玉升。同年8月，第四纵队和第22旅等部在陈赓、谢富治的领导下挺进豫西，开辟了豫陕鄂解放区。此后，第二十二旅改归第四纵队建制。第四纵队先后参加陇海路战役、破袭平汉路、洛阳战役、宛东战役、淮海战役等战役，在淮海战役中阻击并围歼了黄维兵团。

### 陈谢集团
其间，中共中央军委将第4纵队同第9纵队、西北民主联军第38军及太岳军区第22旅组成1个作战集团，由陈赓、谢富治指挥(亦称陈谢集团、陈谢兵团、太岳兵团)。8月22日陈谢集团由晋南强渡黄河，挺进豫西，转入外线，在潼(关)洛(阳)间往返作战，10月转战伏牛山麓。在此前后，以第12旅组建豫西第4军分区;第10、第13旅各抽调部分人员与友邻一起组建豫西第6、第7军分区;太岳军区第22旅列入第4纵队建制。
后改归晋冀鲁豫野战军指挥。
淮海战役结束前，中野四纵编制如下：
- 第十旅 (前八路军129师386旅，旅长周学义，政委雷起云)
- 第十一旅 (前山西青年抗敌决死队第一旅，旅长刘丰，政委侯良辅)
- 第十二旅 (前山西青年抗敌决死队政卫二一二旅，旅长符先辉，政委张明)
- 第十三旅 (前太岳军区第四军分区，旅长徐其孝，政委南静之)
- 第二十二旅 (1947年新组建，旅长查玉升，政委丁荣昌)

### 第二野战军第四兵团
1949年2月21日，根据中共中央军委关于统一全军编制及部队番号的命令：第十、十三旅改编为中国人民解放军第十三军第三十七、三十八师，第十一、二十二旅改编成中国人民解放军第十四军第四十、四十一师，第十二旅改编成中国人民解放军第十九军第五十五师。原中野四纵改制为第二野战军第四兵团，下辖第十三军、第十四军与第十五军。整个兵团共计120,000余人。随后参与了渡江战役、西南战役。
1950年2月22日，西南军区成立，贺龙任司令员，邓小平任政治委员，下辖西康、川西、川北、川东、川南、云南、贵州、西藏8个军区。同年5月，中国人民解放军第二野战军并入西南军区，撤消兵团和野战军机构。